# Requiem (Duruflé)
Il Requiem, Op. 9, è un adattamento del Requiem Latino di Maurice Duruflé per voce solista, coro misto e organo o orchestra con organo. Il materiale tematico è per lo più preso dalla Messa per i morti del Canto Gregoriano. Il Requiem fu pubblicato per la prima volta nel 1948 da Auguste Durand in una versione per organo.

## Storia
Maurice Duruflé fu tra i compositori francesi incaricati nel maggio 1941 dal regime collaborazionista di Vichy di scrivere grandi opere per un premio in denaro, come 10.000 franchi per un poema sinfonico, 20.000 per una sinfonia e 30.000 per un'opera. Duruflé, incaricato di comporre un poema sinfonico, decise di comporre un Requiem e ci stava ancora lavorando nel 1944 quando il regime crollò. Lo completò nel settembre del 1947.
Impostò il testo latino della Messa da Requiem, omettendo alcune parti come nella tradizione del Requiem di Gabriel Fauré e strutturandolo in nove movimenti. Al momento della commissione, stava lavorando a una suite per organo che utilizzava temi tratti dai canti gregoriani. Inserì i suoi schizzi per quell'opera nel Requiem, che utilizza numerosi temi della "Messa per i morti" gregoriana. Quasi tutto il materiale tematico dell'opera proviene dal canto. Duruflé ha segnato il suo lavoro per una voce solista nel movimento centrale, Pie Jesu e un coro misto, accompagnato da organo o orchestra. Il compositore ha dedicato il Requiem alla memoria di suo padre.
Il Requiem fu pubblicato nel 1948 dalla casa editrice francese Durand, distribuito per la prima volta in una versione per coro e organo SATB. Duruflé chiese il pagamento per il lavoro commissionato e ricevette 30.000 franchi, anziché i 10.000 della sua commissione, a causa della natura complessa del suo lavoro e dell'inflazione durante quel periodo.

## Struttura e spartito
Duruflé ha diviso l'intera opera in 9 parti:
1. Introito (Requiem aeternam)
2. Kyrie eleison
3. Offertorio (Domine Jesu Christe), coro e baritono solista
4. Sanctus e Benedictus
5. Pie Iesu, Mezzo-soprano solo, opzionalmente violoncello solista
6. Agnus Dei
7. Communio (Lux aeterna luceat eis)
8. Libera me, coro e baritono solista
9. In paradisum

L'opera è per coro SATB con parti brevi per mezzosoprano e baritono solisti. Esiste in tre versioni: una per organo solo (con obbligato violoncello solista); uno per organo con orchestra d'archi e, opzionali trombe, arpa e timpani e uno per organo e orchestra piena.
Come Fauré nel suo Requiem, Duruflé omette gran parte del Dies Irae della liturgia, ma pone al suo posto Pie Jesu. Include il Libera me e In Paradisum, del servizio di sepoltura, sempre come Fauré, incentrato sulla calma e sul carattere meditativo. Il movimento centrale, Pie Jesu, ha l'unico assolo per il mezzosoprano.

## Strumentazione
La versione per orchestra completa comprende 3 flauti (il 2° e il 3° raddoppiano l'ottavino), 2 oboi (i 2° raddoppiano i 2° corni inglesi), corni inglesi, 2 clarinetti, clarinetto basso, 2 fagotti, 4 corni francesi, 3 trombe, 3 tromboni, tuba, timpani, piatti, grancassa, tamtam, celesta, arpa, organo e archi (violini, viole, violoncelli e contrabbassi).
La versione per orchestra ridotta è orchestrata con 3 trombe, timpani, arpa, organo e archi (violini, viole, violoncelli e contrabbassi). La parte dell'organo utilizzata nella versione ridotta è diversa dalla parte dell'organo utilizzata nella versione per coro e organo.

## Discografia
- Guy Janssens, A history of the Requiem - Part III, Laudantes Consort, Benoît Mernier, Organ - CD: Cypres CYP 1654, 2006 (with Bruckner's Requiem)
- Stetson University Concert Choir, Requiem, Alan Raines Conducting, Boyd Jones Organ - CD: Clear Note 74390, 2008. Publisher's store; Album info (archived)
- Requiem Æternam, The Choir of Somerville College, Oxford (David Crown, conductor; Tristan Mitchard, organ), Stone Records 5060192780208, 2012 (with Robin Milford’s Mass for Five Voices)
- Durufle Requiem & Four Motets; Ann Murray, mezzo-soprano; Thomas Allen, baritone; Thomas Trotter, organ; Corydon Singers; English Chamber Orchestra; Matthew Best, conductor. CD: Hyperion Records Limited CDA66191, recorded October 1985
- Durufle Requiem * Quatre Motets * Messe Cum Jubilo; Westminster Cathedral Choir / James O'Donnell; Hyperion CDA66757, recorded on 22-24 June, 6-8 July 1994